# 第152师团
第152师团（Dai-hyakugojūni Shidan）是日本帝国陆军的一个步兵师团。它的代号是护沢兵团（Gozawa Heidan）。该师团于1945年2月28日在金泽组建。

## 行动
第152师团最初被分配到第11方面军。1945年4月，该师团被重新分配到第52军，从金泽转移到关东地区的铫子，并在那里执行海防任务，直到1945年8月15日日本投降。其下辖第437步兵团驻守铫子、第440步兵团驻守西铫子、第438步兵团在利根河西南岸建立防御。